# Shakopee-Mdewakanton-Reservation
Die Gemeinschaft der Shakopee Mdewakanton Sioux (SMSC, Shakopee Mdewakanton Sioux Community) war vormals als Prior Lake Indian Reservation bekannt, bis sie am 28. November 1969 vom Indian Reorganisation Act in die Shakopee-Mdewakanton-Reservation umbenannt wurde.
Eine Volkszählung aus dem Jahre 2000 ergab eine Bevölkerung von 338 auf der Reservation lebenden Personen. Der Stamm betreibt das Mystic Lake Casino und das Little Six Casino, beide Indianerkasinos sind auf Grund ihrer Nähe zur Metropolregion Minneapolis-Saint Paul sehr erfolgreich. Die Stammesmitglieder sind direkte Nachkommen des Dakota-Unterstammes der Mdewakanton, der in Dörfern nahe dem Ufer des unteren Minnesota River lebte. Das Stammesgebiet befindet sich in dem Gebiet der Städte Prior Lake und Shakopee im Scott County, Minnesota.